# Open Guadeloupe 2014
L'Open Guadeloupe 2014 è stato un torneo di tennis facente parte della categoria ATP Challenger Tour nell'ambito dell'ATP Challenger Tour 2014. È stata la 4ª edizione del torneo che si è giocato a Le Gosier in Guadalupa dal 31 marzo al 6 aprile 2014 su campi in cemento e aveva un montepremi di $100,000+H.

## Partecipanti singolare

### Teste di serie
| Nazionalità | Giocatore             | Ranking | Testa di serie |
| ----------- | --------------------- | ------- | -------------- |
| Francia     | Kenny de Schepper     | 66      | 1              |
| Germania    | Benjamin Becker       | 93      | 2              |
| Stati Uniti | Steve Johnson         | 101     | 3              |
| Stati Uniti | Michael Russell       | 107     | 4              |
| Argentina   | Horacio Zeballos      | 125     | 5              |
| Stati Uniti | Denis Kudla           | 126     | 6              |
| Belgio      | Ruben Bemelmans       | 161     | 7              |
| Spagna      | Rubén Ramírez Hidalgo | 165     | 8              |

### Altri partecipanti
Giocatori che hanno ricevuto una wild card:
- Constant Lestienne
- Rudy Coco

Giocatori che sono passati dalle qualificazioni:
- Elie Rousset
- Mateo Nicolas Martinez
- Michael Venus
- Claudio Grassi

## Vincitori

### Singolare
Steve Johnson ha battuto in finale  Kenny de Schepper con il punteggio di 6–1, 6–7(5–7), 7–6(7–2)

### Doppio
Tomasz Bednarek /  Adil Shamasdin hanno battuto in finale  Gero Kretschmer /  Michael Venus con il punteggio di 7–5, 6–7(5–7), [10–8]